# Jacqueline Joubert
Jacqueline Joubert, cuyo verdadero nombre era Jacqueline Annette Édith Pierre (París; 29 de marzo de 1921 - Neuilly-sur-Seine; 8 de enero de 2005), fue una presentadora y productora de televisión francesa, conocida por ser una de las dos primeras mujeres locutoras de Francia junto con Arlette Accart.
Estuvo casada con el periodista Georges de Caunes desde 1953 hasta 1960. Era madre de Antoine de Caunes y abuela de la conocida actriz Emma de Caunes. Posteriormente también estuvo casada con Jacques Lagier.

## Biografía
Actriz de teatro, se unió a la Radio Televisión Pública Francesa (RTF) en 1949, presentando programas por primera vez el 25 de mayo de ese año. Como presentadora de continuidad, anunciaba los próximos programas que se iban a emitir y hacía esperar a los espectadores en caso de fallo técnico (hasta 1960).
En 1959 y 1961, presentó desde Cannes el Festival de la Canción de Eurovisión.
En 1961 creó  Rendez-vous avec…, programa para famosos cantantes y jóvenes talentos de la canción francesa. En 1966, se convirtió en productora y directora de espectáculos, principalmente de variedades.
Después de haber sido directora de variedades de la cadena Antenne 2, Jacqueline Joubert se convirtió en jefa de L'Unité Jeunesse (la Unidad de contenidos infantiles y juveniles) de la cadena Antenne 2 en 1977, donde ayudó con su carrera a la cantante y actriz Dorothée dándole la presentación de un nuevo programa: Récré A2. En Récré A2, Dorothée estaba acompañada de William Leymergie, Ariane Gil, Patrick Simpson-Jones, Jean Jacques Chardeau, Cabu, Alain Chaufour, Ariane Carletti, Corbier, Jacky y Zabou Breitman. Además, como responsable de contenidos infantiles, Jacqueline permitió emitir la serie de animación japonesa UFO Robo Grendizer entre otras en el canal, aunque luego confesó que esa animación no le gustó.
Tras la salida repentina de Dorothée de TF1, cuando la cadena acababa de ser privatizada, en 1988 Jacqueline ofreció el programa Le Monde magique a Chantal Goya en sustitución de Récré A2, confiando la presentación principal a Marie Dauphin y Charlotte Kady. Las emisiones de este programa terminaron con la renuncia de Jacqueline a seguir siendo responsable de contenidos Juveniles de Antenne 2.

## Televisión
- 1949 - 1961: Locutora (RTF)
- Años 1960: Productora y presentadora de programas de variedades de la ORTF
- 1972 - 1974: Directora de la Unidad de juventud de la ORTF
- 1975 - 1977: Directora de la Unidad de variedades de Antenne 2
- 1977 - 1988: Directora de la Unidad de ficción juvenil y familiar de Antenne 2

## Teatro
- 1957: Ne faites pas l'enfant de Roger Feral, puesta en escena de Michel de Ré, Teatro del Ambigu-Comique
- 1960: Madame, je vous aime de Serge Veber, puesta en escena de Guy Lauzin, Teatro Daunou